# Neochrysocharis beasleyi
Neochrysocharis beasleyi is een vliesvleugelig insect uit de familie Eulophidae. De wetenschappelijke naam is voor het eerst geldig gepubliceerd in 2005 door Fisher & La Salle.